# Ярвуд, Стивен
Стивен Ярвуд (англ. Stephen Yarwood; род. 23 марта 1971, Уайалла) — государственный и политический деятель Австралии. С 2010 по 2014 год был лорд-мэром Аделаиды в Южной Австралии. Стал членом совета центрального прихода в городе Аделаида в 2007 году, а в 2008 году был избран на должность заместителя лорд-мэра. В 2010 году победил на выборах мэра. Стивен Ярвуд, избранный в возрасте 39 лет, остаётся самым молодым лорд-мэром в истории города.

## Биография
Родился в Уайалле, штат Южная Австралия. После переезда в Аделаиду поступил в среднюю школу Норвуд-Мориалта, а в 1993 году окончил Университет Южной Австралии со степенью бакалавра искусств (городское планирование), а затем получил дипломы о региональном и городском планировании, экологических исследованиях и степень магистра делового администрирования в Университете Аделаиды.
Работал в правительстве штата Южная Австралия в должности градостроителя, был научным сотрудником Комитета по окружающей среде, ресурсам и развитию парламента Южной Австралии и главным планировщиком в городе Плейфорд. В 2007 году избран депутатом центрального района городского совета Аделаиды и занимал пост заместителя лорд-мэра с 2008 по 2009 год. В 2010 году победил на выборах лорда-мэра Аделаиды, набрав 3169 голосов, что на 884 голоса больше, чем кандидат, занявший второе место. Также был председателем Управления земель Аделаидского парка и председателем Комитета по примирению, а также входил в состав Комитета столичного города и Управления по управлению «Rundle Mall».
В 2015 году основал консалтинговую компанию, специализирующуюся на долгосрочном трансформационном стратегическом планировании для городов под названием «city2050». Компания предоставляет услуги по обучению, выступлениям и консалтингу, работает с городами, штатами, странами, корпорациями и сообществами.
В 2016 году стал одним из основателей Консультативного совета мэров «Airbnb» вместе с тремя бывшими мэрами из США и Италии. Целью является укрепление партнерских отношений «Airbnb» с городами по всему миру; обзор политики, предоставление отзывов о предстоящих продуктах и инициативах «Airbnb» и предоставление идей, полученных за годы руководства некоторыми из городов мира.

## Примечание
1. 1 2  Yarwood wins deputy mayoral vote. ABC News. The Australian Broadcasting Corporation. 27 октября 2008. Дата обращения: 25 ноября 2010.
2. 1 2  Castello, Renato. Yarwood beats more fancied rivals to become our youngest Lord Mayor. The Advertiser. News Limited. Дата обращения: 25 ноября 2010. Архивировано из оригинала 31 мая 2017 года.
3. 1 2  Alumni Network. UniSA. Архивировано из оригинала 15 мая 2013 года.
4. ↑  The Right Honourable Lord Mayor Stephen Yarwood, Adelaide City Council. University of South Australia, Business School. Дата обращения: 16 сентября 2020. Архивировано 10 августа 2017 года.
5. ↑  city2050. city2050. Дата обращения: 8 августа 2017. Архивировано 8 августа 2017 года.
6. ↑  Airbnb Hires Ex-Mayors to Advise on Pressure From City Governments. Bloomberg.com. Архивировано 7 октября 2020. Дата обращения: 16 сентября 2020.